# Catedral de San Gregorio el Iluminador (São Paulo)
La Catedral de San Gregorio el Iluminador o simplemente Catedral Armenia de São Paulo (en portugués: Catedral Armênia São Gregório Iluminador) es el nombre que recibe un edificio religioso afiliado a la Iglesia Católica que sigue el rito armenio y que se encuentra ubicado en la avenida Tiradentes, 718 Lux de la ciudad de São Paulo en el estado del mismo nombre en la parte meridional del país sudamericano de Brasil. No debe confundirse con las otras catedrales católicas de la ciudad que incluyen 4 de rito latino (la Catedral Santo Amaro, Catedral Metropolitana Nuestra Señora de la Asunción, Catedral de San Miguel Arcángel y la Catedral Santurio Sagrada Familia) y las otras 2 de ritos orientales católicos (Catedral Melquita Nuestra Señora del Paraíso y la Catedral Maronita de Nuestra Señora del Líbano).
El templo sigue el rito católico armenio y funciona como la sede del Exarcado Apostólico Católico Armenio de América Latina y México que depende directamente de la congregación para las iglesias orientales con base en Roma.
Esta bajo la responsabilidad pastoral del obispo Vartán Waldir Boghossian.